# U.S. Bank Center
Le U.S. Bank Center est un gratte-ciel situé à Milwaukee dans le Wisconsin. C'est le plus haut gratte-ciel de la ville.
Il portait les noms de First Wisconsin Center entre 1973 et 1992 et Firstar Center entre 1992 et 2002.